# Pećinci (općina)
Općina Pećinci nalazi se u donjem Srijemu, blizu rijeke Save, južno od autoceste Beograd-Zagreb. Jedna je od manjih općina u Vojvodini, s većim brojem naseljenih mjesta: Ašanja, Brestač, Deč, Donji Tovarnik, Karlovčić, Kupinovo, Obrež, Ogar, Pećinci, Popinci, Prhovo, Sibač, Srijemski Mihaljevci, Subotište i Šimanovci. Općina ima 21.472 stanovnika.
U ovom području bilo je više manjih naselja već u 15. i 16. stoljeću. U narodnooslobodilačkom ratu ovo je ustanički kraj. Krajem 1941. godine tu je održano prvo partijsko savjetovanje za Srijem. Tijekom 1942. formirani su partizanski odredi i narodnooslobodilački odbori, a 1943. otvaraju se partizanske škole.
U blizini Pećinaca je Obedska bara, zaštićeni rezervat životinjskog svijeta, atraktivna s okolnim šumama u kojima su lovišta i izletišta.